# Liste von Persönlichkeiten der Stadt Rijeka
Die folgende Liste enthält Personen, die in der kroatischen Stadt Rijeka geboren wurden, sowie solche, die zeitweise dort gelebt und gewirkt haben. Die Liste erhebt keinen Anspruch auf Vollständigkeit.

## In Rijeka geborene Persönlichkeiten

### Bis ins 20. Jahrhundert
- Vinko Jelić (1596–1636), Komponist
- Josef Bardarini (1708–1791), Professor für Theologie und Direktor der Universitätsbibliothek Graz
- Karl von Keuhl (1739–1798), kaiserlicher Feldmarschall-Lieutenant und Ritter des Maria Theresia-Ordens
- Sebő Vukovics (1811–1912), ungarischer Politiker und während der Ungarischen Revolution Justizminister
- Giovanni de Ciotta (1824–1903), ungarischer Politiker, Podestà (Bürgermeister) von Fiume und Reichstagsabgeordneter
- Ivan Zajc (1832–1914), Komponist und Dirigent
- Cato Savij Edler von Lerville (1850–1920), österreichischer Feldmarschalleutnant
- Siegmund Ritter, seit 1917 Graf von Benigni in Müldenberg (1855–1922), österreichischer Feldzeugmeister
- Reinhold von Lichtenberg (1865–1927), österreichischer Kunsthistoriker und Publizist
- Adolf Christl (1891–1974), österreichischer Maler, Galerist und Konservator
- Roberto Oros di Bartini (1897–1974), sowjetischer Flugzeugkonstrukteur italienischer Herkunft
- Lovro von Matačić (1899–1985), jugoslawischer Dirigent

### 20. Jahrhundert

#### 1901 bis 1970
- Ödön von Horváth (1901–1938), österreichisch-ungarischer Schriftsteller
- Ladislao Mittner (1902–1975), italienischer Germanist
- Margarete Hanusch (1904–1993), österreichische Bildhauerin
- Rodolfo Volk (1906–1983), italienischer Fußballspieler
- Karl Plunder (1909–1978), österreichischer Pädagoge und Botaniker
- János Kádár (1912–1989), ungarischer kommunistischer Politiker
- Ezio Loik (1919–1949), italienischer Fußballspieler
- Bonaventura Duda (1924–2017), Franziskanerpater, Theologe und Hochschullehrer
- Rosemarie Wildi-Benedict (1924–2010), Pädagogin, Übersetzerin und Autorin
- Abdon Pamich (* 1933), italienischer Leichtathlet, Olympiasieger
- Mihály Csíkszentmihályi (1934–2021), ungarisch-US-amerikanischer Professor für Psychologie an der University of Chicago
- Alessandro Messina (1941–2022), kanadischer Radrennfahrer
- Aleksa Bjeliš (* 1947), Rektor der Universität Zagreb
- Luciano Sušanj (1948–2024), Leichtathlet
- Josip Bozanić (* 1949), römisch-katholischer Erzbischof von Zagreb und Kardinal
- Slavenka Drakulić (* 1949), Schriftstellerin
- Milan Ružić (1955–2014), jugoslawischer Fußballspieler
- Melita Sunjic (* 1955), Journalistin
- Vesna Tomljenović (* 1956), Rechtswissenschaftlerin und Hochschullehrerin; Richterin am Gericht der Europäischen Union
- Marija Vučinović (* 1958), Politikerin
- Azra Bašić (* 1959), kroatisch-bosnische Aufseherin eines Gefangenenlagers
- Nenad Žvanut (* 1962), Eisschnellläufer
- Željko Jovanović (* 1965), Politiker
- Darko Jurković (* 1965), Jazzmusiker
- Alexander Petritz (* 1965), Architekt und Stadtplaner
- Alvaro Načinović (* 1966), Handballspieler
- Kolinda Grabar-Kitarović (* 1968), Politikerin und Diplomatin
- Dragan Skočić (* 1968), Fußballspieler und -trainer
- Zlatko Perica (* 1969), Gitarrist

#### 1971 bis 1990
- Siniša Vukonić (* 1971), Skilangläufer
- Daniel Šarić (* 1972), Fußballspieler
- Ratko Štritof (* 1972), Wasserballspieler
- Antonio Rački (1973–2024), Skilangläufer
- Samir Barać (* 1973), Wasserballspieler
- Vladimir Vujasinović (* 1973), Wasserballspieler
- Damir Glavan (* 1974), Wasserballspieler
- Igor Hinić (* 1975), Wasserballspieler
- Edvin Jurisevic (* 1975), US-amerikanischer Fußballschiedsrichter
- Alen Abramović (* 1976), Skilangläufer
- Mirza Džomba (* 1977), Handballspieler
- Žarko Galjanić (* 1978), Biathlet
- Damir Jurčević (* 1978), Skilangläufer
- Maja Kezele (* 1979), Skilangläuferin
- Andre Mijatović (* 1979), Fußballspieler
- Tomislav Dančulović (* 1980), Radrennfahrer
- Martina Majerle (* 1980), Sängerin
- Andrijana Stipaničić (* 1981), Biathletin
- Dario Knežević (* 1982), Fußballspieler
- Ivan Stevanović (* 1982), Handballspieler
- Denis Klobučar (* 1983), Skilangläufer
- Darko Blažević (* 1984), Radrennfahrer
- Deni Gasperov (* 1986), Handballspieler
- Diana Haller (* 1986), Mezzosopranistin
- Ana Jelušić (* 1986), Skirennläuferin
- Edin Junuzović (* 1986), Fußballspieler
- Josip Vrlić (* 1986), Wasserballspieler
- Jakov Fak (* 1987), slowenischer Biathlet
- Antonio Pribanić (* 1987), Handballspieler
- Ivan Krapić (* 1989), Wasserballspieler
- Marin Premeru (* 1990), Leichtathlet

#### 1991 bis 2000
- Dino Marcan (* 1991), Tennisspieler
- Stefan Vujić (* 1991), Handballspieler
- Franka Batelić (* 1992), Sängerin
- Teo Čorić (* 1992), Handballspieler
- Dino Slavić (* 1992), Handballspieler
- Jadranko Stojanović (* 1992), Handballspieler
- Zlatko Tripić (* 1992), Fußballspieler
- Niko Datković (* 1993), Fußballspieler
- Josip Rumac (* 1994), Radsportler
- Ricardo Bagadur (* 1995), Fußballspieler
- Ivica Ivušić (* 1995), Fußballspieler
- Antonio Mance (* 1995), Fußballspieler
- Vlado Matanović (* 1995), Handballspieler
- Filip Pravdica (* 1995), Weitspringer
- Andrija Filipović (* 1997), Fußballspieler
- Filip Glavaš (* 1997), Handballspieler
- Anika Kožica (* 1997), Biathletin
- Leona Popović (* 1997), Skirennläuferin
- Halil Jaganjac (* 1998), Handballspieler
- Ivan Lepinjica (* 1999), Fußballspieler
- Tin Lučin (* 1999), Handballspieler
- Fran Mileta (* 2000), Handballspieler
- Veron Načinović (* 2000), Handballspieler
- Gianfranco Pribetić (* 2000), Handballspieler

### 21. Jahrhundert
- Marko Skender (* 2001), Skilangläufer
- Matija Car (* 2002), Handballspieler
- Veldin Hodža (* 2002), Fußballspieler
- Matija Legović (* 2005), Biathlet